# SN 2004S
SN 2004S – supernowa typu Ia odkryta 3 lutego 2004 roku w galaktyce M-05-16-21. Jej maksymalna jasność wynosiła 14,45m.